# Mistrzostwa Włoch w Lekkoatletyce 2011
101. Mistrzostwa Włoch w Lekkoatletyce – zawody lekkoatletyczne, które odbyły się na Stadio Primo Nebiolo w Turynie 25 i 26 czerwca 2011.

## Rezultaty

### Mężczyźni
| Konkurencja:                  | 1. miejsce                     | Rezultat    | 2. miejsce             | Rezultat    | 3. miejsce           | Rezultat    |
| Bieg na 100 m                 | Matteo Galvan                  | 10,38 PB    | Emanuele Di Gregorio   | 10,41       | Michael Tumi         | 10,44       |
| Bieg na 200 m                 | Andrew Howe                    | 20,52       | Emanuele Di Gregorio   | 20,96       | Davide Manenti       | 21,11       |
| Bieg na 400 m                 | Marco Vistalli                 | 45,88 SB    | Isalbet Juarez         | 46,51 PB    | Michele Tricca       | 46,69       |
| Bieg na 800 m                 | Giordano Benedetti             | 1:49,26     | Mario Scapini          | 1:49,51     | Livio Sciandra       | 1:50,00 SB  |
| Bieg na 1500 m                | Merihun Crespi                 | 3:47,53     | Lukas Rifesser         | 3:48,05     | Giovanni Bellino     | 3:48,49     |
| Bieg na 5000 m                | Stefano La Rosa                | 14:02,29    | Daniele Meucci         | 14:03,19 SB | Kaddour Slimani      | 14:03,60    |
| Bieg na 10000 m               | Domenico Ricatti               | 29:51,84    | Francesco Bona         | 29:57,21    | Riccardo Sterni      | 29:57,82    |
| Bieg na 3000 m z przeszkodami | Yuri Floriani                  | 8:37,66 SB  | Matteo Villani         | 8:47,67 SB  | Antonio Garavello    | 8:49,97 PB  |
| Bieg na 110 m przez płotki    | Emanuele Abate                 | 13,71       | Michele Calvi          | 13,81 PB    | John Mark Nalocca    | 14,03 SB    |
| Bieg na 400 m przez płotki    | José Reynaldo Bencosme de Leon | 50,55       | Giacomo Panizza        | 50,85       | Leonardo Capotosti   | 51,22       |
| Chód na 10000 m               | Jean-Jacques Nkouloukidi       | 39:44,70 PB | Federico Tontodonati   | 41:00,33 PB | Lorenzo Dessi        | 43:19,20 PB |
| Skok wzwyż                    | Silvano Chesani                | 2,28        | Marco Fassinotti       | 2,25 SB     | Andrea Bettinelli    | 2,25 SB     |
| Skok o tyczce                 | Sergio D’Orio                  | 5,30 SB     | Claudio Michel Stecchi | 5,20 SB     | Marco Boni           | 5,20 SB     |
| Skok w dal                    | Stefano Dacastello             | 7,82 SB     | Andrew Howe            | 7,68 SB     | Stefano Tremigliozzi | 7,66 SB     |
| Trójskok                      | Fabrizio Donato                | 17,17 SB    | Fabrizio Schembri      | 16,94       | Michele Boni         | 16,37 SB    |
| Pchnięcie kulą                | Paolo Dal Soglio               | 18,58 SB    | Marco Di Maggio        | 18,33 SB    | Marco Dodoni         | 17,41       |
| Rzut dyskiem                  | Giovanni Faloci                | 59,05       | Hannes Kirchler        | 58,99       | Eduardo Albertazzi   | 57,42 PB    |
| Rzut młotem                   | Nicola Vizzoni                 | 76,29       | Marco Lingua           | 76,12 SB    | Lorenzo Povegliano   | 70,71       |
| Rzut oszczepem                | Leonardo Gottardo              | 75,15       | Norbert Bonvecchio     | 74,04       | Roberto Bertolini    | 72,09 SB    |

### Kobiety
| Konkurencja:                  | 1. miejsce          | Rezultat    | 2. miejsce         | Rezultat    | 3. miejsce                                   | Rezultat          |
| Bieg na 100 m                 | Ilenia Draisci      | 11,65 PB    | Audrey Alloh       | 11,68       | Jessica Paoletta                             | 11,74 SB          |
| Bieg na 200 m                 | Marzia Caravelli    | 23,42 PB    | Giulia Arcioni     | 23,68 SB    | Anna Bongiorni                               | 23,97             |
| Bieg na 400 m                 | Marta Milani        | 52,29       | Libania Grenot     | 52,32 SB    | Maria Enrica Spacca                          | 52,62 PB          |
| Bieg na 800 m                 | Elisabetta Artuso   | 2:07,11     | Daniela Reina      | 2:07,64     | Cristina Grange                              | 2:07,69           |
| Bieg na 1500 m                | Elisa Cusma         | 4:13,38 SB  | Giulia Viola       | 4:17,14 PB  | Maria Vittoria Fontanesi                     | 4:17,20           |
| Bieg na 5000 m                | Silvia Weissteiner  | 15:48,94 SB | Elena Romagnolo    | 15:54.73 SB | Rosaria Console                              | 16:13.56 SB       |
| Bieg na 10000 m               | Nadia Ejjafini      | 32:28,80    | Valeria Straneo    | 32:35,11 PB | Federica Dal Ri                              | 33:40,02          |
| Bieg na 3000 m z przeszkodami | Valentina Costanza  | 10:05,52    | Micaela Bonessi    | 10:24,34 SB | Valeria Roffino                              | 10:27,68 SB       |
| Bieg na 100 m przez płotki    | Marzia Caravelli    | 13,05 PB    | Micol Cattaneo     | 13,28 SB    | Giulia Pennella                              | 13,29             |
| Bieg na 400 m przez płotki    | Manuela Gentili     | 56,69 SB    | Aida Valente       | 58,20 PB    | Anna Laura Marone                            | 58,85 SB          |
| Chód na 10000 m               | Federica Ferraro    | 46:34,85    | Rossella Giordano  | 47:43,51    | Eleonora Giorgi                              | 49:08,15          |
| Skok wzwyż                    | Raffaella Lamera    | 1,88        | Giovanna Demo      | 1,84 PB     | Elena Meuti Valeria Marconi Chiara Vitobello | 1,80 1,80 SB 1,80 |
| Skok o tyczce                 | Anna Giordano Bruno | 4,40 SB     | Elena Scarpellini  | 4,20        | Giulia Cargnelli Angela Sterpetti            | 4,10 PB 4,10 PB   |
| Skok w dal                    | Tania Vicenzino     | 6,26        | Anastassia Angioi  | 6,26        | Elisa Zanei                                  | 6,21 SB           |
| Trójskok                      | Simona La Mantia    | 14,40       | Silvia Cucchi      | 13,36 SB    | Barbara Lah                                  | 13,23 SB          |
| Pchnięcie kulą                | Chiara Rosa         | 17,64       | Julaika Nicoletti  | 15,71       | Elena Carini                                 | 15,34             |
| Rzut dyskiem                  | Laura Bordignon     | 55,47       | Valentina Aniballi | 52,45       | Tamara Apostolico                            | 51,94             |
| Rzut młotem                   | Silvia Salis        | 69,57       | Elisa Palmieri     | 67,33 PB    | Micaela Mariani                              | 61,23 PB          |
| Rzut oszczepem                | Zahra Bani          | 59,92 SB    | Silvia Carli       | 53,99 SB    | Tiziana Rocco                                | 53,13 SB          |